# Brillon-en-Barrois
Brillon-en-Barrois  ist eine französische Gemeinde mit 713 Einwohnern (Stand: 1. Januar 2022) im Département Meuse in der Region Grand Est (bis 2015 Lothringen). Sie gehört zum Arrondissement Bar-le-Duc und zum Kanton Ancerville. 

## Geografie
Brillon-en-Barrois liegt acht Kilometer südwestlich von Bar-le-Duc. Umgeben wird Brillon-en-Barrois von den Nachbargemeinden Combles-en-Barrois im Norden, Montplonne im Osten und Südosten, Bazincourt-sur-Saulx im Südosten, Haironville im Süden, Saudrupt im Südwesten, Ville-sur-Saulx im Westen sowie Trémont-sur-Saulx im Nordwesten.

## Bevölkerungsentwicklung
| Jahr                       | 1962 | 1968 | 1975 | 1982 | 1990 | 1999 | 2006 | 2019 |
| Einwohner                  | 451  | 448  | 528  | 552  | 630  | 609  | 595  | 696  |
| Quellen: Cassini und INSEE |      |      |      |      |      |      |      |      |

## Sehenswürdigkeiten

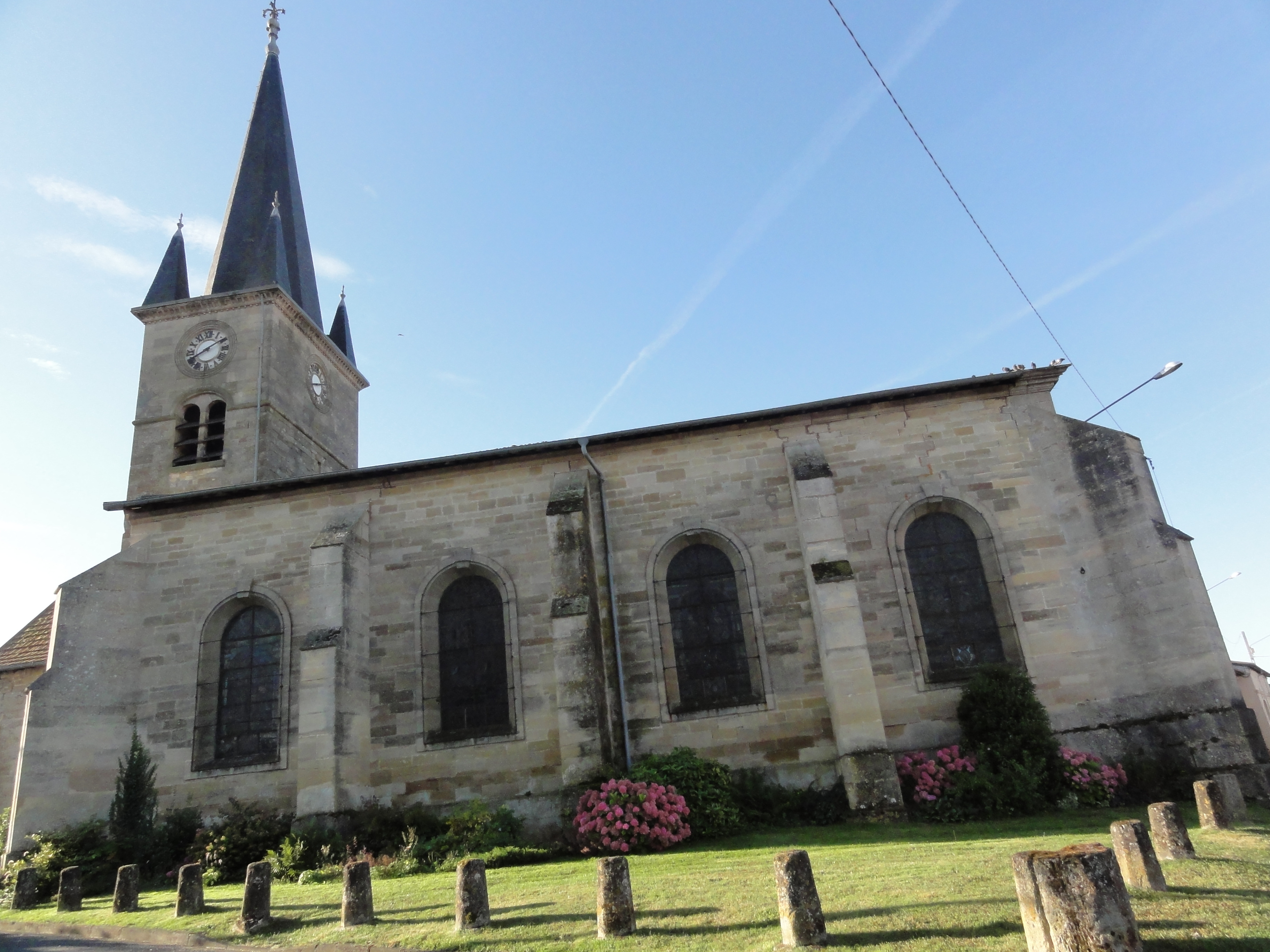
Kirche Saint-Evre

- Kirche Saint-Evre